# AAED1
AAED1 (англ. AhpC/TSA antioxidant enzyme domain containing 1) — білок, який кодується однойменним геном, розташованим у людей на 9-й хромосомі. Довжина поліпептидного ланцюга білка становить 226 амінокислот, а молекулярна маса — 24 857.
| 10         |  | 20         |  | 30         |  | 40         |  | 50         |
| ---------- |  | ---------- |  | ---------- |  | ---------- |  | ---------- |
| MAAPAPVTRQ |  | VSGAAALVPA |  | PSGPDSGQPL |  | AAAVAELPVL |  | DARGQRVPFG |
| ALFRERRAVV |  | VFVRHFLCYI |  | CKEYVEDLAK |  | IPRSFLQEAN |  | VTLIVIGQSS |
| YHHIEPFCKL |  | TGYSHEIYVD |  | PEREIYKRLG |  | MKRGEEIASS |  | GQSPHIKSNL |
| LSGSLQSLWR |  | AVTGPLFDFQ |  | GDPAQQGGTL |  | ILGPGNNIHF |  | IHRDRNRLDH |
| KPINSVLQLV |  | GVQHVNFTNR |  | PSVIHV     |  |            |  |            |

A: Аланін

C: Цистеїн

D: Аспарагінова кислота

E: Глутамінова кислота

F: Фенілаланін

G: Гліцин

H: Гістидин

I: Ізолейцин

K: Лізин

L: Лейцин

M: Метіонін

N: Аспарагін

P: Пролін

Q: Глутамін

R: Аргінін

S: Серин

T: Треонін

V: Валін

W: Триптофан